# 도에이 버스

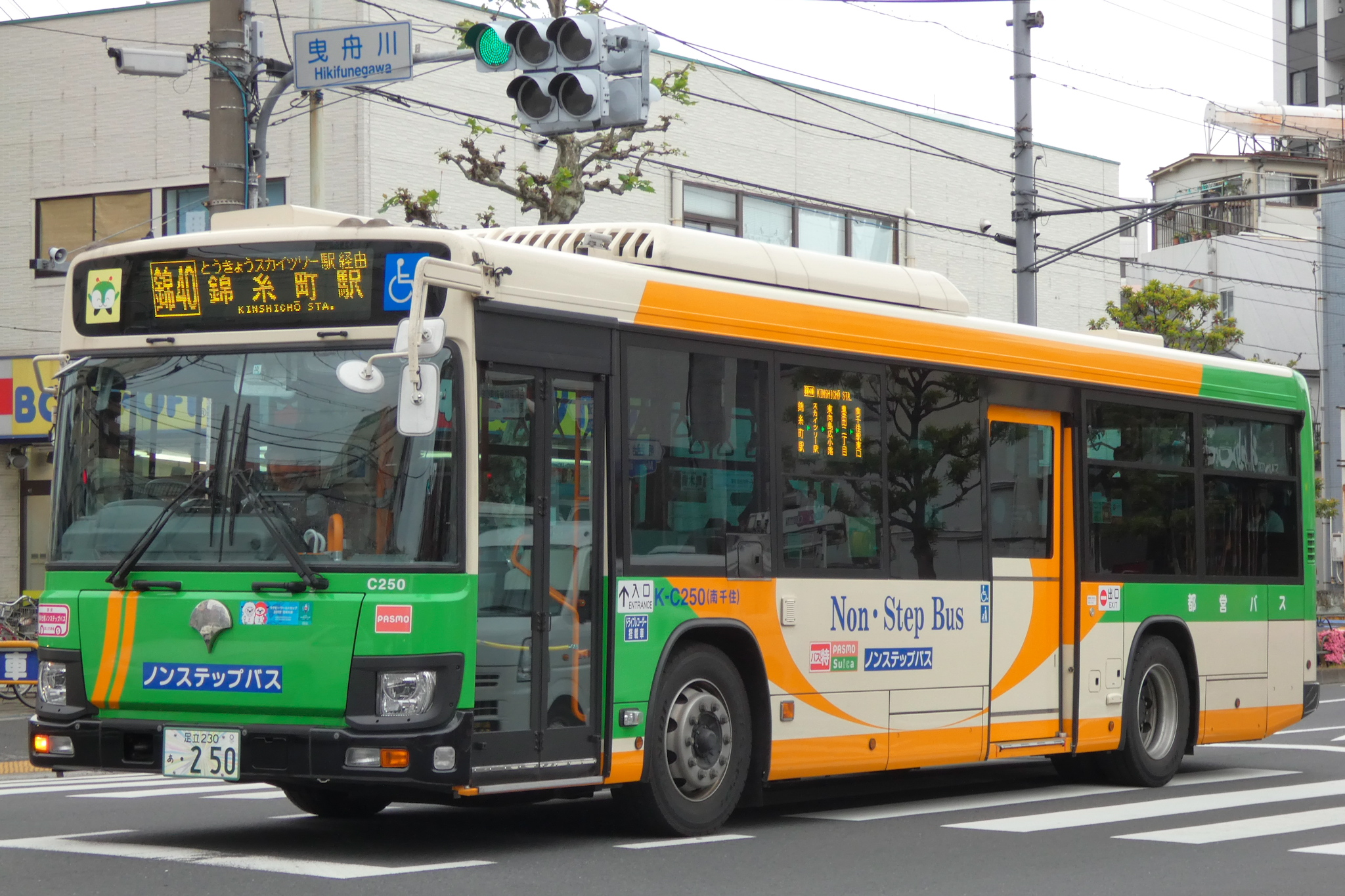
도에이 버스의 모습

도에이 버스 (都営バス)는 일본 도쿄도의 공영 버스이다. 도쿄도 교통국 자동차부에서 운행되고 있다. 2017년 4월 1일 시점으로, 1464대의 버스를 보유하고 있다.

## 개요
도쿄 23 구내의 노선과 다마 지역의 노선으로 나뉜다.

### 도쿄 23 구내
메구로구이외 모든 구에 노선을 가지지만, 23 구의 동부·중부 이외는 민간 버스 사업자에 의한 운행이 주류로, 특히 오타구와 세타가야구에서는 한 노선밖에 운행하지 않고 있다. 사람이 살지 않고 있는 항만지역의 노선도 많이 운행하고 있지만, 행락객이나 노동자를 주안으로 한 것으로, 공공 사업으로서의 역할이 크다. 예를 들면, 도쿄 만에서 가장 새로운 매립지인 중앙방파제에는 쓰레기 처분장과 도쿄도 환경국의 청사가 있지만, 자가용차나 도보로 진입할 수 없기 때문, 도에이 버스이외의 교통 방법이 없다.
운임은 1회 210엔 (PASMO 등의 IC카드는 206엔) 이고, 승차시에 지불한다. 심야 버스에서는 2배, 13세 미만은 반액이 된다. 일부의 단거리노선에서는 이것보다 싼 운임이 설정되고 있어, 대학과 역을 묶는 가쿠 버스(学バス)는 모두 180엔 (IC:175엔)이다. PASMO 또는 Suica를 이용해서 버스끼리를 90분 이내에 갈아탈 경우는 2회째의 운임으로부터 100엔 할인되지만, 다른 IC카드나 현금, 다른 사업자와의 갈아타기에서는 무효이다. 하루 승차권은 500엔으로, 구입 당일에 한하여 무제한이게 승차할 수 있고, PASMO 또는 Suica를 이용할 경우, 카드에 기록해서 이용할 수 있다. 이 외에, 이하의 하루 승차권도 유효하다.
- 도에이 통째로 표 (都営まるごときっぷ)

- 700엔. 구입 당일에 한하여, 도에이 버스, 도에이 지하철, 도덴 아라카와 선, 닛포리 도네리 라이너에서 무제한으로 사용할 수 있다. 버스 차내에서도 구입할 수 있지만, IC카드에 기록할 수는 없다.

- 도쿄 프리 표 (東京フリーきっぷ)

- 1590엔. 구입 당일에 한하여, 도영 통째로 표의 이용 범위에 더해, 도쿄 메트로 모두의 노선과 23구내의 JR선에서 무제한으로 사용할 수 있다. 버스 차내에서는 판매되지 않고 있다.

### 다마 지역
우메70 제외, 모두 오메 시내만으로 운행되고 있다. 오메 시는 도쿄도 서부의 산악지대에 있어, 시가지로부터 떨어진 장소에서는 정류소 이외라도 승강가능하다. 인구감소에 의해 이용자는 해마다 줄어들고 있어, 오메시에서 보조금을 받고 있다. 오메 역을 중심으로 한 노선을 가지지만, 적은 운행 회수로 많은 지역의 수요를 꾸려 가기 위해서, 복잡한 노선이 되고 있는 것이 특징이다.
운임은 최저 180엔 (IC:175엔)로, 거리에 따라서 바뀌고 하차시에 지불한다. 하루 승차권은, 상기의 '도에이 통째로 표'만 유효하다.

## 차고 등
11개 영업소와 7개 지소에 의해 운행되고 있다. 각 차고에는 영문의 약호가 설정되고 있어, 차체에 기재되고 있다. 이밖에, 운행 시간중은 도요 조차소(東陽操車所), 아라카와 도테 조차소(荒川土手操車所), 히라이 조차소(平井操車所)에서도 차량의 관리를 하고 있다. 특히 보유수가 많은 차고는 에도가와에 175대, 후카가와에 160대로, 가장 적은 것은 오메에 29대, 신주쿠에 28대다.
하기의 안, 신주쿠, 스기나미, 린카이, 고난, 아오토는 '하토버스'(관광 버스 사업자)에 운행 위탁되고 있다.
| 이름                                   | 일본어                     | 약호           | 소재지                         |
| -------------------------------------- | -------------------------- | -------------- | ------------------------------ |
| 시나가와 자동차 영업소                 | 品川自動車営業所           | A (시나가와)   | 시나가와구 기타시나가와 1-5-12 |
| 시부이 자동차 영업소                   | 渋谷自動車営業所           | B (시부야)     | 시부야구 히가시 2-25-36        |
| 시부야 자동차 영업소 신주쿠 지소       | 渋谷自動車営業所新宿支所   | C (신주쿠)     | 신주쿠구 니시신주구 3-19-1     |
| 오타키바시 자동차 영업소 스기나미 지소 | 小滝橋自動車営業所杉並支所 | D (스기나미)   | 스기나미구 우메자토 1-14-22    |
| 오타키바시 자동차 영업소               | 小滝橋自動車営業所         | E (오타키바시) | 나카노구 히가시나카노 5-30-2   |
| 기타 자동차 영업소 네리마 지소         | 北自動車営業所練馬支所     | F (네리마)     | 네리마구 도요타마카미 2-7-1    |
| 센주 자동차 영업소                     | 千住自動車営業所           | H (센주)       | 아다치구 우메다 2-3-11         |
| 미나미센주 자동차 영업소               | 南千住自動車営業所         | K (미나미센주) | 아라카와구 미나미센주 2-33-1   |
| 고토 자동차 영업소                     | 江東自動車営業所           | L (고토)       | 스미다구 고토바시 4-30-10      |
| 기타 자동차 영업소                     | 北自動車営業所             | N (기타)       | 기타구 가미야 3-10-6           |
| 스가모 자동차 영업소                   | 巣鴨自動車営業所           | P (스가모)     | 도시마구 스가모 2-9-8          |
| 에도가와 자동차 영업소 린카이 지소     | 江戸川自動車営業所臨海支所 | R (린카이)     | 에도가와구 린카이초 4-1-1      |
| 후카가와 자동차 영업소                 | 深川自動車営業所           | S (후카가와)   | 고토구 시노노메 2-7-41         |
| 와세다 자동차 영업소                   | 早稲田自動車営業所         | T (와세다)     | 신주쿠 구 니시와세다 1-9-23    |
| 에도가와 자동차 영업소                 | 江戸川自動車営業所         | V (에도가와)   | 에도가와 구 나카카사이 4-9-11  |
| 와세다 자동차 영업소 오메 지소         | 早稲田自動車営業所青梅支所 | W (오메)       | 오메 시 모리시타초 554         |
| 시나가와 자동차 영업소 고난 지소       | 品川自動車営業所港南支所   | Y (고난)       | 미나토구 고난 4-7-1            |
| 미나미센주 자동차 영업소 아오토 지소   | 南千住自動車営業所青戸支所 | Z (아오토)     | 가쓰시카구 시라토리 1-8-1      |

## 운행 노선
도쿄의 다른 사업자와 같이, 노선번호는 한자 또는 알파벳 2문자 이하와 숫자 2자리로 구성되어 있다. 한자는 주요한 경유지이나 역명으로부터 결정되고 있어, 같은 장소에서 같은 숫자의 버스가 출발하지 않도록 설정되고 있다.
| 차고                   | 노선번호   | 한글                  | 기점                                       | 경유지                                    | 종점                                                | 비고                              |
| ---------------------- | ---------- | --------------------- | ------------------------------------------ | ----------------------------------------- | --------------------------------------------------- | --------------------------------- |
| 시부야                 | RH01       | RH01 (Roppongi Hills) | 시부야역                                   | 니시아자부                                | 롯폰기 힐스                                         |                                   |
| 시나가와               | 市01       | 이치01                | 신바시역                                   | 쓰키지 중앙시장, 국립암연구센터 (순환)    | 신바시역                                            | 시장경유는 평일의 개장 시간만     |
| 후카가와 시나가와      | 海01       | 우미01                | 몬젠나카초                                 | 도요스 역                                 | 아리아케 1초메 도쿄 텔레포트 역                     |                                   |
| 오메                   | 梅01       | 우메01                | 오메역                                     | 요시노                                    | 교쿠도 미술관                                       | 토요일·휴일 운행                  |
| 미나미센주             | S-1        | S-1 (sightseeing)     | 도쿄역 마루노우치 북출구 우에노 마쓰자카야 | 아사쿠사 가미나리몬                       | 긴시초역                                            |                                   |
| 에도가와               | FL01       | FL01 (flex)           | 가사이 역                                  | 히가시오지마 역 입구                      | 긴시초 역                                           | 토요일·휴일 운행                  |
| 아오토                 | AL01       | AL01 (access line)    | 히가시오지마 역                            | 고마쓰가와 사쿠라 홀 (순환)               | 히가시오지마 역                                     | 평일 운행                         |
| 스가모                 | 学01       | 가쿠01                | 도쿄대학 구내                              | 우에노 마쓰자카야                         | 우에노역                                            |                                   |
| 후카가와               | 江東01     | 고토01                | 시오미 역                                  | 기바 2초메, 다쓰미 역                     | 시오미 역                                           | 고토구 커뮤니티 버스 "시오카제"   |
| 시부야                 | 深夜01     | 신야01                | 시부야역                                   | 니시아자부, 롯폰기 역                     | 신바시역 북출구                                     | 평일 심야 운행                    |
| 오타키바시             | CH01       | CH01 (city hall)      | 신주쿠역 서출구                            | 도청 제일 본청사 (순환)                   | 신주쿠 역 서출구                                    | 게이오 버스 히가시와 공동 운행    |
| 시나가와               | 直行01     | 좃코01                | 오이마치역 동출구                          | 야시오 파크타운 (순환)                    | 오이마치 역 동출구                                  | 평일 운행                         |
| 시부야                 | 都01       | 도01                  | 시부야 역                                  | 니시아자부, 롯폰기 역                     | 아카사카 아크 힐스 신바시 역 북출구                 |                                   |
| 후카가와               | 豊洲01     | 도요스01              | 도요스 역                                  | IHI, 캐널 코트 (순환)                     | 도요스 역                                           | 평일 아침 및 저녁 운행            |
| 시나가와 후카가와      | 波01       | 나미01                | 도쿄 텔레포트 역                           | 텔레콤 센터 역                            | 중앙방파제                                          |                                   |
| 시나가와               | 波01出入   | 나미01 데이리         | 시나가와역 고난 출구                       | 카이간 로                                 | 도쿄 텔레포트 역                                    | 운행 횟수 적음                    |
| 오타키바시             | 学02       | 가쿠02                | 다카다노바바역                             | 다카다노바바 2초메                        | 와세다 대학 정문                                    |                                   |
| 기타                   | 深夜02     | 신야02                | 이케부쿠로역 동출구                        | 오지 역                                   | 도시마 5초메 단지                                   | 평일 심야 운행                    |
| 스가모                 | 都02       | 도02                  | 오츠카 역                                  | 가스가 역                                 | 긴시초역                                            |                                   |
| 오타키바시             | 都02乙     | 도02 오쓰             | 이케부쿠로역 동출구                        | 가스가 역                                 | 도쿄 돔 시티 히토쓰바시                             | 히토쓰바시 노선은 평·토 오전 운행 |
| 시부야                 | 学03       | 가쿠03                | 시부야 역                                  | 고쿠가쿠인 대학                           | 닛세키 의료 센터                                    |                                   |
| 에도가와               | 深夜03     | 신야03                | 니시카사이 역                              | 나기사 뉴 타운                            | 코샤하임 미나미카사이                               | 평일 심야 운행                    |
| 고난                   | 都03       | 도03                  | 하루미 부두                                | 긴자 4초메, 미야케자카                    | 요쓰야역                                            |                                   |
| 고토                   | 都04       | 도04                  | 도요미 수산부두                            | 긴자 4초메                                | 도쿄역 마루노우치 남출구                            |                                   |
| 네리마                 | 学05       | 가쿠05                | 메지로역                                   | (직행)                                    | 일본여자대학                                        | 평·토 운행                        |
| 린카이                 | 急行05     | 규코05                | 긴시초 역                                  | 시니바 역                                 | 일본 과학 미래관                                    | 토요일·휴일 운행                  |
| 후카가와               | 都05-1     | 도05-1                | 하루미 부두                                | 긴자 4초메                                | 도쿄역 마루노우치 남출구                            |                                   |
| 후카가와               | 都05-1出入 | 도05-1 데이리         | 후카가와 차고                              | 하루미 3초메                              | 하루미 부두 도쿄역 마루노우치 남출구                |                                   |
| 후카가와               | 都05-2     | 도05-2                | 도쿄 북 사이트                             | 긴자 4초메                                | 도쿄역 마루노우치 남출구                            |                                   |
| 후카가와               | 都05-2急行 | 도05-2 큐코           | 하루미 부두 도쿄 빅 사이트                 | 긴자 4초메                                | 도쿄역 마루노우치 남출구                            |                                   |
| 시부야                 | 学06       | 가쿠06                | 에비스 역                                  | 히로오 고등학교                           | 닛세키 의료 센터                                    |                                   |
| 린카이                 | 急行06     | 규코06                | 모리시타 역                                | 팔레트타운                                | 일본 과학 미래관                                    | "고토구 후카가와 셔틀"            |
| 시부야                 | 都06       | 도06                  | 시부야 역                                  | 텐겐지바시, 아자부주반 역                 | 신바시 역                                           |                                   |
| 스가모                 | 学07       | 가쿠07                | 도쿄대학 구내                              | 다쓰오카 문                               | 오차노미즈역                                        |                                   |
| 시나가와               | 深夜07     | 신야07                | 시나가와 역 다카나와 출구                  | 야시오 파크 타운                          | 시나가와 역 다카나와 출구                           | 평일 심야 운행                    |
| 고토                   | 都07       | 도07                  | 긴시초 역                                  | 사카이가와                                | 몬젠나카초                                          |                                   |
| 미나미센주             | 都08       | 도08                  | 닛포리역                                   | 센조쿠, 도쿄 스카이트리                   | 긴시초 역                                           |                                   |
| 에도가와               | 深夜10     | 신야10                | 니시카사이 역                              | 린카이초 2초메 단지                       | 니시카사이 역                                       | 평일 심야 운행                    |
| 후카가와               | 業10       | 나리10                | 신바시 신바시 역                           | 긴자 4초메, 가치도키 역                   | 도요스 역 기바 역 기쿠카와 역 도쿄 스카이트리 역    |                                   |
| 후카가와               | 業10出入   | 나리10 데이리         | 신바시 도쿄 스카이트리 역                  | 도요스 역                                 | 후카가와 차고                                       |                                   |
| 린카이                 | 木11乙     | 기11 오쓰             | 도요초 역                                  | 신스나 1초메                              | 시오미 역                                           |                                   |
| 후카가와               | 木11甲     | 기11 고               | 기바 역 도요초 역                          | 신키바 역                                 | 도요초 역 와카스 캠프장                             |                                   |
| 기타                   | 深夜11     | 신야11                | 오지 역                                    | 하트 아일랜드                             | 신덴 2초메                                          | 평일 심야 운행                    |
| 린카이                 | 錦11       | 긴11                  | 가메이도역 긴시초 역                       | 신오하시                                  | 쓰키지 역                                           |                                   |
| 에도가와               | 深夜12     | 신야12                | 후나보리 역                                | 게이요 교차점                             | 신코이와역                                          | 평일 심야 운행                    |
| 후카가와               | 深夜13     | 신야13                | 아리아케 1초메                             | 긴자 4초메                                | 도쿄역 마루노우치 남출구                            | 평일 심야 운행                    |
| 후카가와               | 錦13       | 긴13                  | 긴시초 역                                  | 도요 3초메                                | 후카가와 차고 하루미 부두                           |                                   |
| 후카가와               | 錦13折返   | 긴13 오리카에시       | 도요초 역                                  | 에다가와 2초메                            | 쇼와대학 고토 도요스 병원                           |                                   |
| 후카가와               | 錦13出入   | 긴13 데이리           | 도요스 역                                  | 시노노메 미야코바시                       | 후카가와 차고                                       |                                   |
| 후카가와               | 深夜14     | 신야14                | 도쿄역 야에스 출구                         | 쓰키시마 역                               | 후카가와 차고                                       | 평일 심야 운행                    |
| 후카가와               | 東15       | 도우15                | 후카가와 차고                              | 시노노메 미야코바시                       | 도쿄역 야에스 출구                                  |                                   |
| 후카가와               | 東16       | 도우16                | 도쿄역 야에스 출구                         | 쓰키시마 역                               | 후카가와 차고 도쿄 빅 사이트                        |                                   |
| 고토                   | 錦18       | 긴18                  | 긴시초 역                                  | 사카이가와                                | 신키바 역                                           | 평일 운행                         |
| 후카가와               | 門19       | 몬19                  | 도쿄 빅 사이트 후카가와 차고               | 도요스 역                                 | 몬젠나카초                                          |                                   |
| 린카이                 | 新小20     | 신코20                | 히가시신코이와 4초메                       | 이치노에 대교 서쪽                        | 이치노에 역                                         |                                   |
| 에도가와               | 西葛20乙   | 니시카20 오쓰         | 니시카사이 역                              | 나카카사이 7초메                          | 가사이린카이코엔역                                  |                                   |
| 에도가와               | 西葛20甲   | 니시카20 고           | 니시카사이 역                              | 나카카사이 7초메                          | 나기사 뉴 타운                                      |                                   |
| 린카이                 | 東20       | 도우20                | 도쿄역 마루노우치 북출구                   | 도쿄 도 현대 미술관                       | 긴시초 역                                           |                                   |
| 고토                   | 陽20       | 요20                  | 도요초 역                                  | 고토 고령자의료 센터                      | 히가시오지마 역                                     |                                   |
| 에도가와               | 葛西21     | 가사이21              | 가사이 역                                  | 히가시카사이 9초메                        | 코샤하임 미나미카사이 카사이린카이코엔 역           |                                   |
| 고토                   | 亀21       | 가메21                | 도요초 역                                  | 기타스나 7초메                            | 가메이도 역                                         |                                   |
| 에도가와               | 新小21     | 신코21                | 니시카사이 역                              | 후나보리 역                               | 신코이와 역                                         |                                   |
| 린카이                 | 門21       | 몬21                  | 히가시오지마 역                            | 도요초 역                                 | 몬젠나카초                                          |                                   |
| 린카이                 | 葛西22     | 가사이22              | 가사이 역                                  | 이마이                                    | 이치노에 역                                         |                                   |
| 미나미센주             | 里22       | 리22                  | 닛포리역                                   | 오제키요코초                              | 가메이도 역                                         |                                   |
| 에도가와               | 新小22     | 신코22                | 가사이 역                                  | 이치노에 역                               | 신코이와 역                                         |                                   |
| 린카이                 | 錦22       | 긴22                  | 린카이 차고                                | 도요초 역                                 | 긴시초 역                                           |                                   |
| 고토                   | 東22       | 도우22                | 긴시초 역                                  | 도요초 역                                 | 도쿄역 마루노우치 북출구                            |                                   |
| 린카이                 | 臨海22     | 린카이22              | 린카이 차고                                | 니시카사이 역                             | 후나보리 역                                         |                                   |
| 아오토                 | 上23       | 우에23                | 히라이 역                                  | 게이요 교차점                             | 우에노 마쓰자카야                                   |                                   |
| 아오토                 | 上23出入   | 우에23 데이리         | 아오토 차고                                | 요쓰기 대교                               | 히가시스미다 회관                                   |                                   |
| 에도가와               | 亀23       | 가메23                | 가메이도 역                                | 고토 고령자의료 센터                      | 가메이도 역                                         |                                   |
| 린카이                 | 平23       | 히라23                | 가사이 역                                  | 게이요 교차점                             | 히라이 역                                           |                                   |
| 린카이                 | 葛西24     | 가사이24              | 후나보리 역                                | 가사이 역                                 | 나기사 뉴 타운                                      |                                   |
| 에도가와               | 亀24       | 가메24                | 가사이 대교 히가시스나 6초메               | 오지마 역                                 | 가메이도 역                                         |                                   |
| 린카이                 | 草24       | 구사24                | 히가시오지마 역                            | 가메이도 역                               | 아사쿠사 고토부키초                                 |                                   |
| 에도가와               | 錦25       | 긴25                  | 가사이 역                                  | 후나보리 역                               | 긴시초 역                                           |                                   |
| 에도가와               | 錦25出入   | 긴25 데이리           | 가사이 역                                  | 나가시마초 교차점                         | 에도가와 차고                                       |                                   |
| 린카이                 | 秋26       | 아키26                | 가사이 역                                  | 하마초 나카노하시                         | 아키하바라역                                        |                                   |
| 아오토                 | 上26       | 우에26                | 가메이도 역                                | 니시아사쿠사 3초메                        | 우에노 공원                                         |                                   |
| 린카이                 | 亀26       | 가메26                | 이마이                                     | 게이요 교차점                             | 가메이도 역                                         |                                   |
| 린카이                 | 西葛26     | 니시카26              | 후나보리 역                                | 니시카사이 역                             | 가사이린카이코엔 역                                 |                                   |
| 에도가와               | 西葛27     | 니시카27              | 니시카사이 역                              | 세이신 후타바 초등학교                    | 린카이초 2초메 단지                                 |                                   |
| 에도가와               | 錦27       | 긴27                  | 고이와 역                                  | 긴시초 역                                 | 료고쿠 역                                           |                                   |
| 에도가와               | 錦27ｰ1     | 긴27-2                | 고이와 역                                  | 게이요 교차점                             | 후나보리 역                                         |                                   |
| 에도가와               | 錦28       | 긴28                  | 히가시오지마 역                            | 니시오지마 역                             | 긴시초 역                                           |                                   |
| 아오토                 | 平28       | 히라28                | 히가시오지마 역                            | 히라이 역                                 | 히가시오지마 역 히라이 조차소                       |                                   |
| 린카이                 | 船28       | 후나28                | 후나보리 역                                | 마쓰에 제4 중학교 굴                      | 시노자키 역                                         |                                   |
| 린카이                 | 両28       | 료28                  | 가사이 대교                                | 사카이가와                                | 가메이도 역 료고쿠 역                               |                                   |
| 린카이                 | 臨海28乙   | 린카이28 오쓰         | 이치노에 역                                | 호리에 단지, 가사이 역                    | 린카이 차고                                         |                                   |
| 에도가와               | 臨海28甲   | 린카이28 고           | 이치노에 대교 서쪽                         | 가사이 역                                 | 가사이린카이고엔 역 린카이 차고                     |                                   |
| 에도가와               | 亀29       | 가메29                | 나기사 뉴 타운                             | 니시카사이 역                             | 가메이도 욕                                         |                                   |
| 린카이                 | 新小29     | 신코29                | 도쿄 임해병원                              | 가사이 역, 이치노에 역                    | 히가시인코이와 4초메                                |                                   |
| 고토                   | 門33       | 몬33                  | 가메이도 역                                | 기요스미시라카와 역                       | 도요미 수산 부두                                    |                                   |
| 아오토                 | 錦37       | 긴37                  | 아오토 차고                                | 나카이보리                                | 긴시초 역                                           |                                   |
| 아오토                 | 草39       | 구사39                | 가나마치역                                 | 아사쿠사 가미나리몬                       | 아사쿠사 고토부키초 우에노 마쓰자카야               |                                   |
| 기타                   | 王40甲     | 오40 고               | 니시아라이 역                              | 오지 역                                   | 이케부쿠로역 동출구                                 |                                   |
| 기타                   | 王40出入   | 오40 데이리           | 기타 차고                                  | 기타 구 가미야초                          | 오지 역                                             |                                   |
| 기타                   | 王40丙     | 오40 헤이             | 오지 역                                    | 고난 중학교                               | 오지 역                                             |                                   |
| 미나미센주             | 錦40       | 긴40                  | 미나미센주 역 동출구                       | 도쿄 스카이트리 역                        | 긴시초 역                                           |                                   |
| 기타                   | 王41       | 오41                  | 오지 역                                    | 오지 5초메                                | 신덴 1초메                                          |                                   |
| 센주                   | 草41       | 구사41                | 아다치 우메다초                            | 마치야 역                                 | 아사쿠사 고토부키초                                 |                                   |
| 미나미센주             | 東42乙     | 도우42 오쓰           | 미나미센주 차고                            | 리버사이드 스포츠 센터                    | 아사쿠사 가미나리몬                                 |                                   |
| 미나미센주             | 東42甲     | 도우42 고             | 미나미센주 역 서출구 미나미센주 차고       | 아사쿠사 대교                             | 히가시칸다 도쿄역 야에스 출구                       |                                   |
| 센주                   | 草43       | 구사43                | 아다치구청 센주 차고                       | 미노와 역                                 | 아사쿠사 가미나리몬                                 |                                   |
| 기타                   | 東43       | 도우43                | 고호쿠 역 아라카와 도테 조차소             | 오다이                                    | 다바다 역 고마고메 병원 도쿄역 마루노우치 북출구    |                                   |
| 센주                   | 端44       | 하타44                | 기타센주역                                 | 다바타 역                                 | 고마고메 병원                                       |                                   |
| 기타                   | 王45       | 오45                  | 오지 역                                    | 신덴 대교                                 | 기타센주 역                                         |                                   |
| 미나미센주             | 上46       | 우에46                | 미나미센주 역 동출구 미나미센주 차고       | 아사쿠사 고토부키초                       | 우에노 마쓰자카야                                   |                                   |
| 센주                   | 北47       | 기타47                | 아다치 청소공장                            | 다케노쓰카 역                             | 기타센주 역                                         |                                   |
| 스가모 기타 미나미센주 | 里48       | 리48                  | 닛포리 역                                  | 고호쿠 역                                 | 고호쿠 6초메 단지 가가 단지 미누마다이신스이코엔 역 |                                   |
| 센주                   | 王49       | 오49                  | 오지 역                                    | 니시아라이 다이시                         | 센주 차고                                           |                                   |
| 스가모                 | 茶51       | 차51                  | 고마고메역 남출구                          | 혼고 3초메 역                             | 아키하바라 역                                       |                                   |
| 기타                   | 王55       | 오55                  | 이케부쿠로 역 동출구                       | 오지 역, 하트 아일랜드 동쪽               | 신덴 1초메                                          |                                   |
| 기타                   | 王57       | 오57                  | 아카바네역 동출구                          | 시모 1초메, 오지 역                       | 도시마 5초메 단지                                   |                                   |
| 와세다                 | 上58       | 우에58                | 와세다                                     | 가미후지마에                              | 우에노 마쓰자카야                                   |                                   |
| 스가모                 | 上60       | 우에60                | 이케부쿠로 역 동출구                       | 오쓰카 역                                 | 우에노 공원                                         |                                   |
| 네리마                 | 白61       | 시로61                | 네리마 역 네리마 차고                      | 메지로 역, 호텔 친잔소 도쿄, 에도가와바시 | 신주쿠역 서출구                                     |                                   |
| 오타키바시             | 飯62       | 이이62                | 오타키바시 차고                            | 오쿠보 로                                 | 도에이 이다바시 역                                  |                                   |
| 스가모                 | 草63       | 구사63                | 이케부쿠로 역 동출구                       | 스가모 역                                 | 아사쿠사 고토부키초                                 |                                   |
| 오타키바시             | 橋63       | 하시63                | 오타키바시 차고                            | 이치가야역, 경제산업성                    | 신바시 역                                           |                                   |
| 오타키바시             | 飯64       | 이이64                | 오타키바시 차고                            | 다카다노바바 역                           | 구단시타                                            |                                   |
| 스가모                 | 草64       | 구사64                | 이케부쿠로 역 동출구                       | 오지 역                                   | 아사쿠사 가미나리몬 남쪽                            |                                   |
| 네리마                 | 池65       | 이케65                | 네리마 차고                                | 에고타 2초메                              | 이케부쿠로 역 동출구                                |                                   |
| 스기나미               | 渋66       | 시부66                | 아사가야 역                                | 다이타바시                                | 시부야 역                                           |                                   |
| 오메                   | 梅70       | 우메70                | 오메 차고                                  | 하코네가사키역, 히가시야마토시 역         | 하나코가네이 역 북출구                              |                                   |
| 스기나미               | 高71       | 다카71                | 다카다노바바 역                            | 도쿄 여자의과대학                         | 구단시타                                            |                                   |
| 오메                   | 梅74乙     | 우메74 오쓰           | 가베 역 북출구                             | 나리키 1초메 사거리 (순환)                | 가베 역 북출구                                      |                                   |
| 오메                   | 梅74甲     | 우메74 고             | 우라주쿠초                                 | 오메 역, 나리키 1초메 사거리 (순환)       | 우라주쿠초                                          |                                   |
| 신주쿠                 | 宿74       | 슈쿠74                | 신주쿠 역 서출구                           | 국립국제의료 연구센터                     | 도쿄여자의과대학                                    |                                   |
| 신주쿠                 | 宿74出入   | 슈쿠74 데이리         | 신주쿠 차고                                | 신주쿠 중앙공원                           | 신주쿠 역 서출구                                    |                                   |
| 신주쿠                 | 宿75       | 슈쿠75                | 신주쿠 역 서출구                           | 누케벤텐, 도쿄여자의과대학                | 미야케자카                                          |                                   |
| 신주쿠                 | 宿75出入   | 슈쿠75 데이리         | 신주쿠 차고                                | 신주쿠 우체국                             | 신주쿠 역 서출구                                    |                                   |
| 오메                   | 梅76甲     | 우메76 고             | 우라주쿠초                                 | 오메 역, 기타오소기                       | 가미나리키                                          |                                   |
| 오메                   | 梅76丙     | 우메76 헤이           | 오메 역                                    | 만넨바시                                  | 요시노                                              |                                   |
| 오메                   | 梅77甲     | 우메77 고             | 우라주쿠초                                 | 가스미바시                                | 가베 역 북출구                                      |                                   |
| 오메                   | 梅77乙     | 우메77 오쓰           | 오메 역                                    | 고마키초, 만넨바시 (순환)                 | 오메 역                                             |                                   |
| 오메                   | 梅77丙     | 우메77 헤이           | 히가시오메 역                              | 고마키초, 만넨바시                        | 오메 역                                             |                                   |
| 오메                   | 梅77丁     | 우메77 테이           | 오메 역                                    | 히가시오메 역                             | 가베 역 남출구                                      |                                   |
| 시나가와               | 黒77       | 구로77                | 메구로역                                   | 니시아자부                                | 센다가야 역                                         |                                   |
| 스기나미               | 王78       | 오78                  | 신주쿠 역 서출구                           | 히가시코엔지 역, 야마토초                 | 오지 역                                             |                                   |
| 신주쿠                 | 早81       | 하야81                | 와세다 대학 정문                           | 도쿄여자의과대학, 센다가야 역             | 시부야 역                                           |                                   |
| 신주쿠                 | 早81出入   | 하야81 데이리         | 오타키바시 차고                            | 다카다노바바 역                           | 와세다 대학 정문                                    |                                   |
| 와세다                 | 池86       | 이케86                | 이케부쿠로 역 동출구                       | 다카다노바바 2초메, 오모테산도            | 시부야 역                                           |                                   |
| 고난                   | 橋86       | 하시86                | 메구로 역                                  | 덴겐지바시, 아자부주반 역, 가미야초 역    | 도쿄 타워 신바시 역                                 |                                   |
| 시부야                 | 田87       | 다87                  | 시부야 역                                  | 에비스 역                                 | 다마치 역                                           |                                   |
| 신주쿠                 | 渋88       | 시부88                | 시부야 역                                  | 가미야초 역                               | 신바시 역                                           |                                   |
| 신주쿠                 | 渋88出入   | 시부88 데이리         | 신주쿠 차고                                | 오모테산도                                | 시부야 역                                           |                                   |
| 시나가와               | 品91       | 시나91                | 시나가와 역 고난 출구                      | 야시오 파크 타운                          | 시나가와 역 고난 출구                               |                                   |
| 스기나미               | 宿91       | 슈쿠91                | 신주쿠 역 서출구                           | 히가시코엔지 역                           | 신다이타 역                                         |                                   |
| 시나가와               | 井92       | 이92                  | 외마치 역 동출구                           | 야시오 파크 타운                          | 이마치 역 동출구                                    |                                   |
| 고난                   | 田92       | 다92                  | 시나가와 차고                              | 다카하마바시                              | 다마치 역 동출구                                    |                                   |
| 시나가와               | 品93       | 시나93                | 오이 경마장                                | 시나가와 역 다카나와 출구                 | 메구로 역                                           |                                   |
| 고난                   | 反94       | 단94                  | 고탄다역                                   | 다카나와다이 역                           | 아카바네바시 역                                     |                                   |
| 고난                   | 浜95       | 하마95                | 시나가와 차고                              | 다마치 역 동출구 입구                     | 도쿄 타워                                           |                                   |
| 고난                   | 井96       | 이96                  | 외마치 역 동출구                           | 텐노즈 아일                               | 외마치 역 동출구                                    |                                   |
| 시나가와               | 品96乙     | 시나96 오쓰           | 시나가와 역 고난 출구                      | 텐노즈 아일                               | 린카이 선 텐노즈 아일 역                            |                                   |
| 시나가와               | 品96甲     | 시나96 고             | 시나가와 역 고난 출구                      | 텐노즈 아일                               | 시나가와 역 고난 출구                               | 평일 아침 운행                    |
| 시나가와               | 反96       | 단96                  | 고탄다 역                                  | 아자부주반 역                             | 롯폰기 힐스                                         |                                   |
| 스기나미 고난          | 品97       | 시나97                | 시나가와 차고 시나가와 역 다카나와 출구    | 덴겐지바시, 니시아자부, 시나노마치역      | 신주쿠 역 서출구                                    |                                   |
| 고난                   | 井98       | 이98                  | 외마치 역 동출구                           | 도쿄 세관 오이 출장소                     | 오이 수산물부두                                     | 평·토 운행                        |
| 시나가와               | 品98       | 시나98                | 시나가와 역 고난 출구                      | 5호 바스                                  | 오타 시장                                           |                                   |
| 시나가와               | 品99       | 시나99                | 시나가와 역 고난 출구                      | 시나가와 부두 순환                        | 시나가와 역 고난 출구                               |                                   |
| 고난                   | 田99       | 다99                  | 시나가와 역 고난 출구                      | 시바우라 부두                             | 다마치 역 동출구                                    |                                   |

## 같이 보기
- 도쿄 도 교통국